# Elovo
Elovo (en macédonien Елово, en albanais Ellova) est un village du nord de la Macédoine du Nord, situé dans la municipalité de Stoudenitchani. Le village comptait 256 habitants en 2002. Il est majoritairement turc.

## Démographie
Lors du recensement de 2002, le village comptait :
- Turcs : 247
- Albanais : 13
- Macédoniens : 1
- Autres : 4